# Jeanne Vaussard
Jeanne Georgette Edmée Vaussard (19 de diciembre de 1891 - 24 de febrero de 1977) fue una jugadora francesa de tenis. Compitió en los Juegos Olímpicos en 1920 y 1924, y llegó a la final del Campeonato Francés en 1924, donde perdió ante Julie Vlasto.
Participó en los 1920 en los Juegos Olímpicos de Amberes, donde compitió en dos eventos del programa de tenis. En los dobles mixtos, haciendo pareja con François Blanchy, fue eliminada en la segunda ronda, mientras que en la competición individual fue eliminada en la primera ronda.
En los Juegos de 1924 compitió en dos eventos del programa de tenis. En los dobles femeninos, haciendo pareja con Germaine Golding, fue eliminada en los cuartos de final, mientras que en la competición individual fue eliminada en la segunda ronda.
En el 1924 perdió la final individual del Campeonato de Francia amateur internacional de tenis, precursor del Roland Garros. En 1920 y 1924 perdió la final de dobles femeninos de este mismo torneo.

## Finales de los Campeonatos Mundiales

### Dobles (1 título, 1 subcampeonato)
| Resultado | Año  | Campeonato                                    | Superficie | Compañera        | Contrincantes                     | Resultado |
| --------- | ---- | --------------------------------------------- | ---------- | ---------------- | --------------------------------- | --------- |
| Victoria  | 1922 | Campeonato Mundial de Tenis en Pista Cubierta | Madera     | Germaine Golding | Canivet Yvonne Bourgeois          | walkover  |
| Derrota   | 1923 | Campeonato Mundial de Tenis en Pista Cubierta | Madera     | Germaine Golding | Geraldine Beamish Kathleen McKane | 1–6, 1–6  |